# エスター・ローレ
エスター・エリザベス・ローレ（Esther Elizabeth Rolle, 1920年11月8日 - 1998年11月17日）は、アメリカ合衆国の女優。アフリカ系アメリカ人。
フロリダ州ポンパノビーチ出身。両親はバハマからの移民。ニューヨーク市立大学ハンター校、ニュースクール大学、次いでイェール大学に学ぶ。
ニューヨークの劇場でダンサーとして活動した後、1962年に舞台デビュー。1979年にテレビ映画『Summer of My German Soldier』でプライムタイム・エミー賞助演女優賞（ミニシリーズ・スペシャル部門）を受賞した。
1998年11月17日、78歳で死去。

## 主な出演作品
- 下り階段をのぼれ Up the Down Staircase (1967)
- Maude (1972 - 1974) テレビドラマ
- クレオパトラ危機突破 ダイナマイト諜報機関 Cleopatra Jones (1973)
- Good Times (1974 - 1977,1978 - 1979) テレビドラマ
- Summer of My German Soldier (1979) テレビ映画
- フラミンゴ・ロード Flamingo Road (1982) テレビドラマ
- 青春のランナウェイ P.K. and the Kid (1987)
- 刑事クイン/妖術師の島 The Mighty Quinn (1989)
- ドライビング Miss デイジー Driving Miss Daisy (1989)
- 心の扉 House of Cards (1993)
- 永遠のワルツ/白い犬とワルツを To Dance with the White Dog (1993) テレビ映画
- スカーレット Scarlett (1994) テレビミニシリーズ
- キルトに綴る愛 How to Make an American Quilt (1995)
- 元大統領危機一発/プレジデント・クライシス My Fellow Americans (1996)
- ローズウッド Rosewood (1997)
- Down in the Delta (1998)